# نهایةالارب
 نهایة الأرب فی فنون الأدب  فرهنگ نامه یا دائرة المعارفی است جامع تألیف شهاب‌الدین نویری که از تمامی علوم و معارف اسلامی و فرهنگ عصر خویش و از صدر اول تا عصر تألیف سخن می‌گوید.

## موضوعات
این مجموعه کار خود را از آغاز آفرینش آسمان آغاز کرده و با هیئت آسمان و بیان آمده پیرامون آن و فلک ادامه می‌دهد و در هواشناسی و کهکشان‌شناسی و چگونگی شکل گرفتن برف و باران و آذرخش و قوس قزح و اساس آتش و آتش‌خانه‌ها و ضرب‌المثل‌های مربوط به آتش و بیان شب‌ها و روزها و ماه‌ها و سال‌ها و فصول و اعیاد و کوه‌ها و دریاها و جزایر و نهرها و چشمه‌ها و آبگیرها. به حقیقت کمتر علمی است که نشانی از آن در این مجموعه دیده نشود. تاریخ، ادبیات، فرهنگ شناسی، مردم‌شناسی و.... آنقدر این دانشنامه را آکنده‌است که وجود آن را برای پژوهشگران تاریخ علم مرجعی گریز ناپذیر می‌سازد.
این مجموعه عظیم در بیش از ۳۰ جلد تنظیم گشته و دانش‌های گوناگون را آنقدر به تفصیل برگزار کرده‌است که تنها چند جلد آن مرجعی پربار برای تحقیقات ادبی است و بلاغی است.